# اورکان (روسیه)
اورکان (به لاتین: Urkan) یک منطقهٔ مسکونی در روسیه است که در استان آمور واقع شده‌است.